# Fondazione Musei Civici di Venezia
Fondazione Musei Civici di Venezia je nadace, která má ve správě kulturní dědictví Benátek. Byla založena městskou radou na základě usnesení navrženého primátorem a Radou na zasedání dne 3. března 2008.

## Orgány nadace

### Ředitelka
- Gabriella Belli

### Správní rada
- Prezident - Mariacristina Gribaudi
- Viceprezident - Luigi Brugnaro
- Rada - Bruno Bernardi, Lorenza Lain, Roberto Zuccato

### Vědecká rada
- Jean Clair, Timothy Clifford, Paolo Galluzzi, Tomàs Llorenz, Anna Ottani Cavina

## Muzea
- Dóžecí palác
- Museo Correr
- Ca 'Rezzonico - Muzeum benátského 18. století (Museo del Settecento veneziano)
- Ca 'Pesaro - Mezinárodní galerie moderního umění (Galleria internazionale d'arte moderna)
- Muzeum skla (Museo del vetro), Murano
- Přírodovědné muzeum (Museo di storia naturale)
- Palazzo Mocenigo - Muzeum textilu a kostýmů (Museo del tessuto e del costume)
- Palazzo Fortuny (dříve Palazzo Pesaro degli Orfei, sbírka Mariano Fortuny y Madrazo)
- Muzeum krajky, Burano
- Dům Carla Goldoniho (Casa di Carlo Goldoni)
- Hodinová věž (Torre dell'Orologio)
- Muzeum Risorgimento a benátského devatenáctého století (Museo del Risorgimento e dell'Ottocento veneziano) (zavřeno)